# Grijskopbaardbuulbuul
De grijskopbaardbuulbuul (Alophoixus phaeocephalus; synoniem: Criniger phaeocephalus) is een zangvogel uit de familie Pycnonotidae (buulbuuls).

## Verspreiding en leefgebied
Deze soort komt voor op Malakka, Sumatra en Borneo en telt vier ondersoorten:
- A. p. phaeocephalus: Malakka en Sumatra.
- A. p. connectens: noordoostelijk Borneo.
- A. p. diardi: westelijk Borneo.
- A. p. sulphuratus: centraal Borneo.

## Status
De grootte van de populatie is niet gekwantificeerd maar de soort wordt omschreven als vrij algemeen. Op de Rode lijst van de IUCN heeft deze soort de status niet bedreigd.